# Mina de Kiruna
A mina de Kiruna, a sudoeste da cidade de Kiruna
A Mina de Kiruna (em sueco:  Kirunagruvan) é uma mina de ferro, localizada na proximidade da cidade de Kiruna, na província histórica da Lapónia, no Norte da Suécia.

É a maior mina subterrânea de minério de ferro  do Mundo, situada a 145 km a norte do Circulo Polar Ártico, na montanha de Kiirunavaara, imediatamente a sudoeste da cidade de Kiruna.

O filão de minério tem 4 km de comprimento e 85 m de largura, e está colocado numa posição íngreme, até pelo menos 2000 m de profundidade. Tem um teor muito rico em ferro – magnetita e hematita – assim como em algum fósforo.

Pertence à empresa mineira estatal Luossavaara-Kiirunavaara AB, conhecida como LKAB.

## Imagens

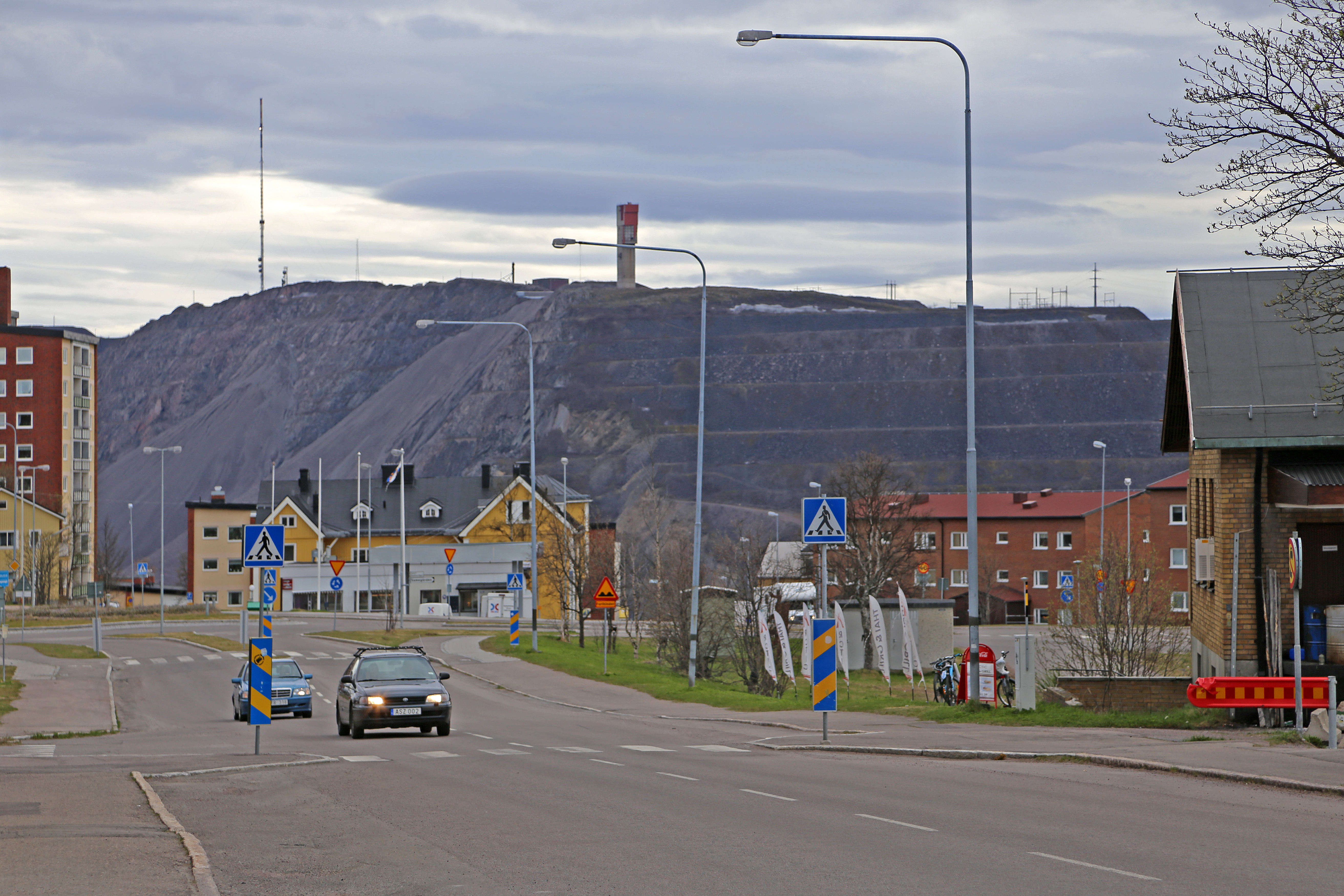
Onde a cidade termina e a mina começa
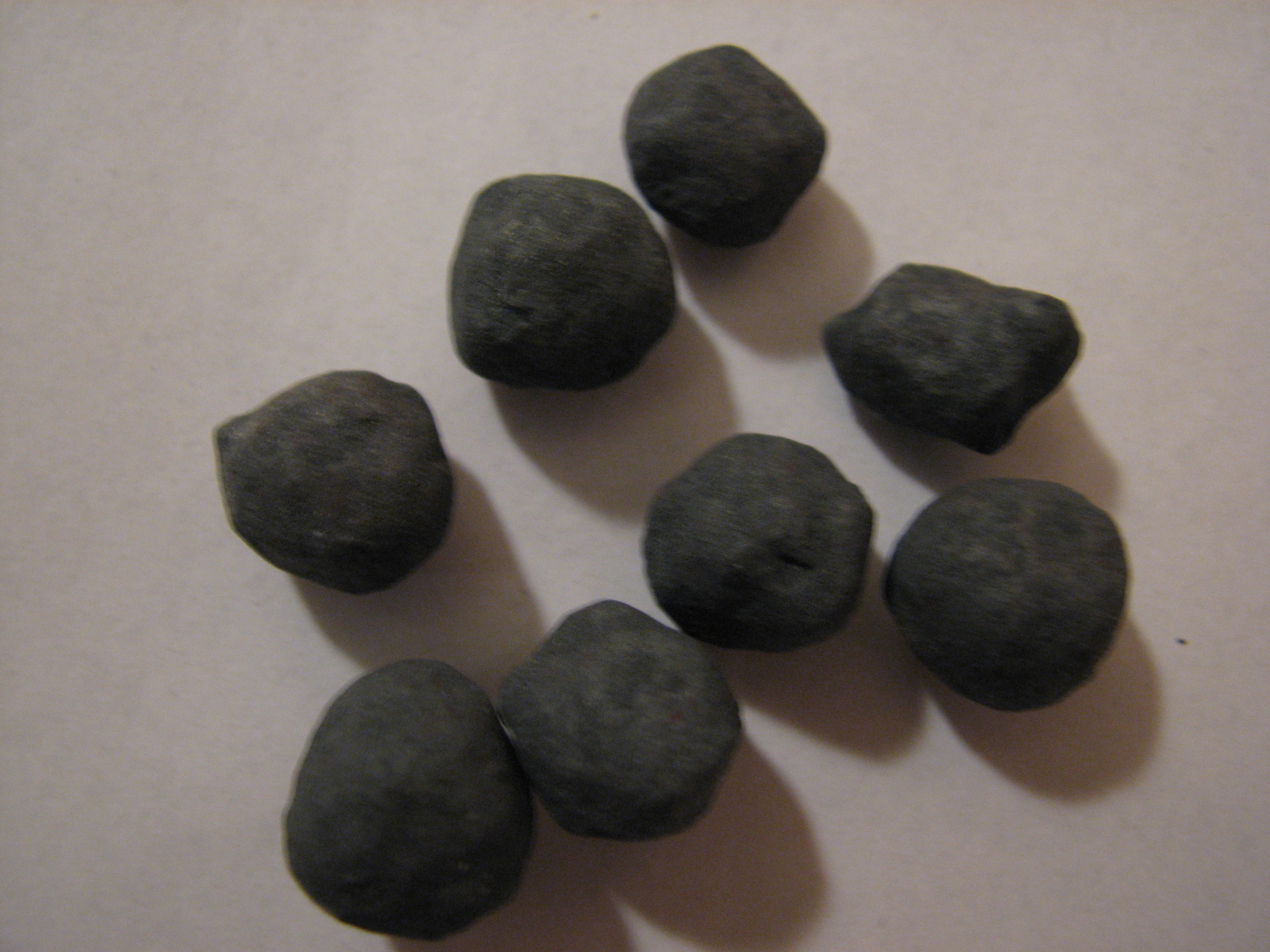
Pelotas de ferro
Perfil do interior da mina
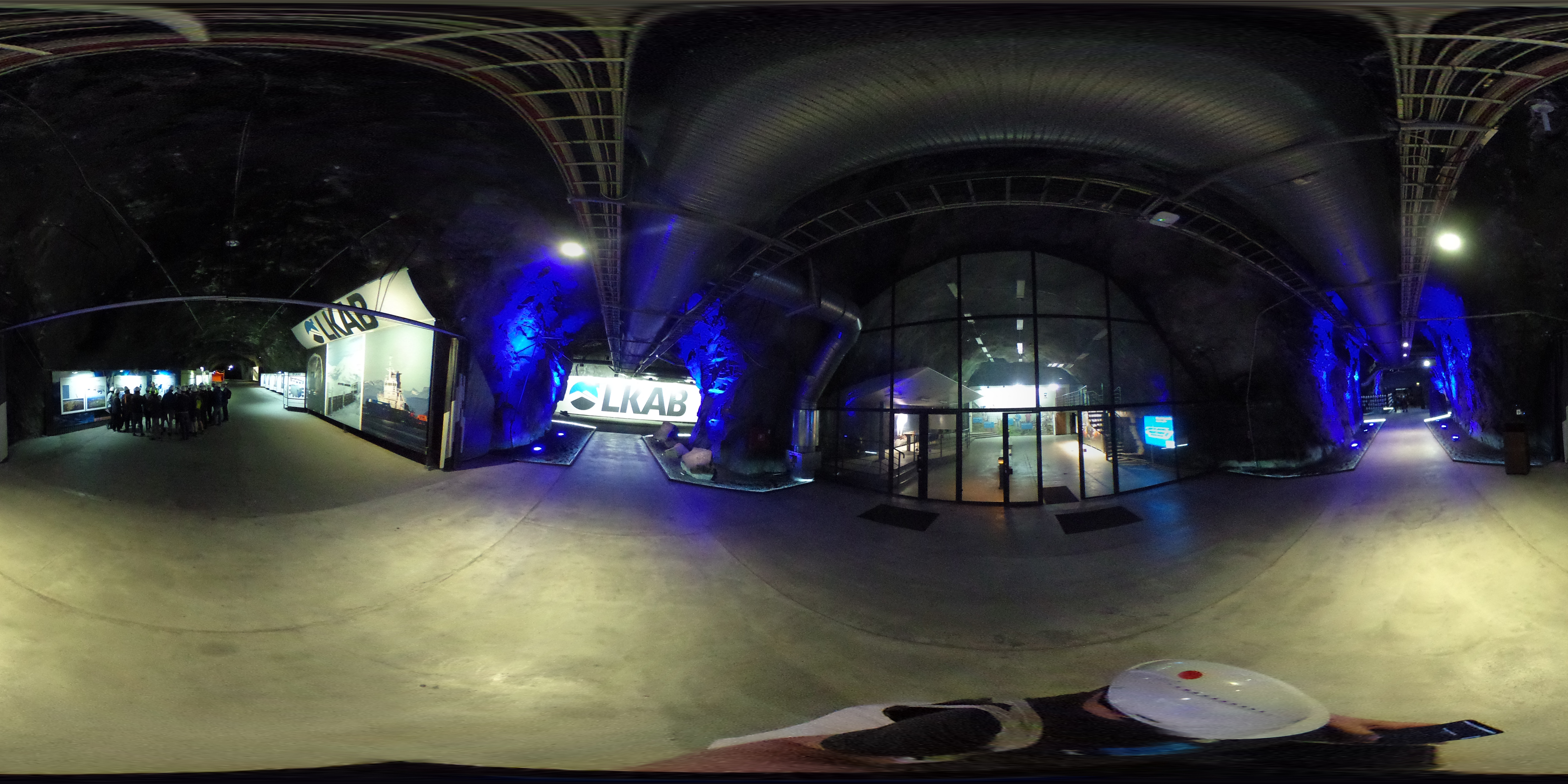
Secção do interior da mina, aberta a visitantes